# Rödskär (norr Brändö, Åland)
Rödskär är skär i Åland (Finland). De ligger i Skärgårdshavet och i kommunen Brändö i landskapet Åland, i den sydvästra delen av landet. Öarna ligger omkring 78 kilometer nordöst om Mariehamn och omkring 220 kilometer väster om Helsingfors.
Arean för den av öarna koordinaterna pekar på är 2,1 hektar och dess största längd är 260 meter i öst-västlig riktning. Trakten är glest befolkad. Närmaste större samhälle är Brändö, 19,2 km söder om Rödskär.